# Ubisoft
Ubisoft Entertainment SA (prej Ubi Soft Entertainment SA) je francosko podjetje za videoigre s sedežem v Montreuilu in več razvojnimi studii po svetu. Njegove franšize videoiger vključujejo Assassin's Creed, Far Cry, For Honor, Prince of Persia, Tom Clancy's, Just Dance, Watch Dogs, Rayman in Rabbids.